# Острови блаженних

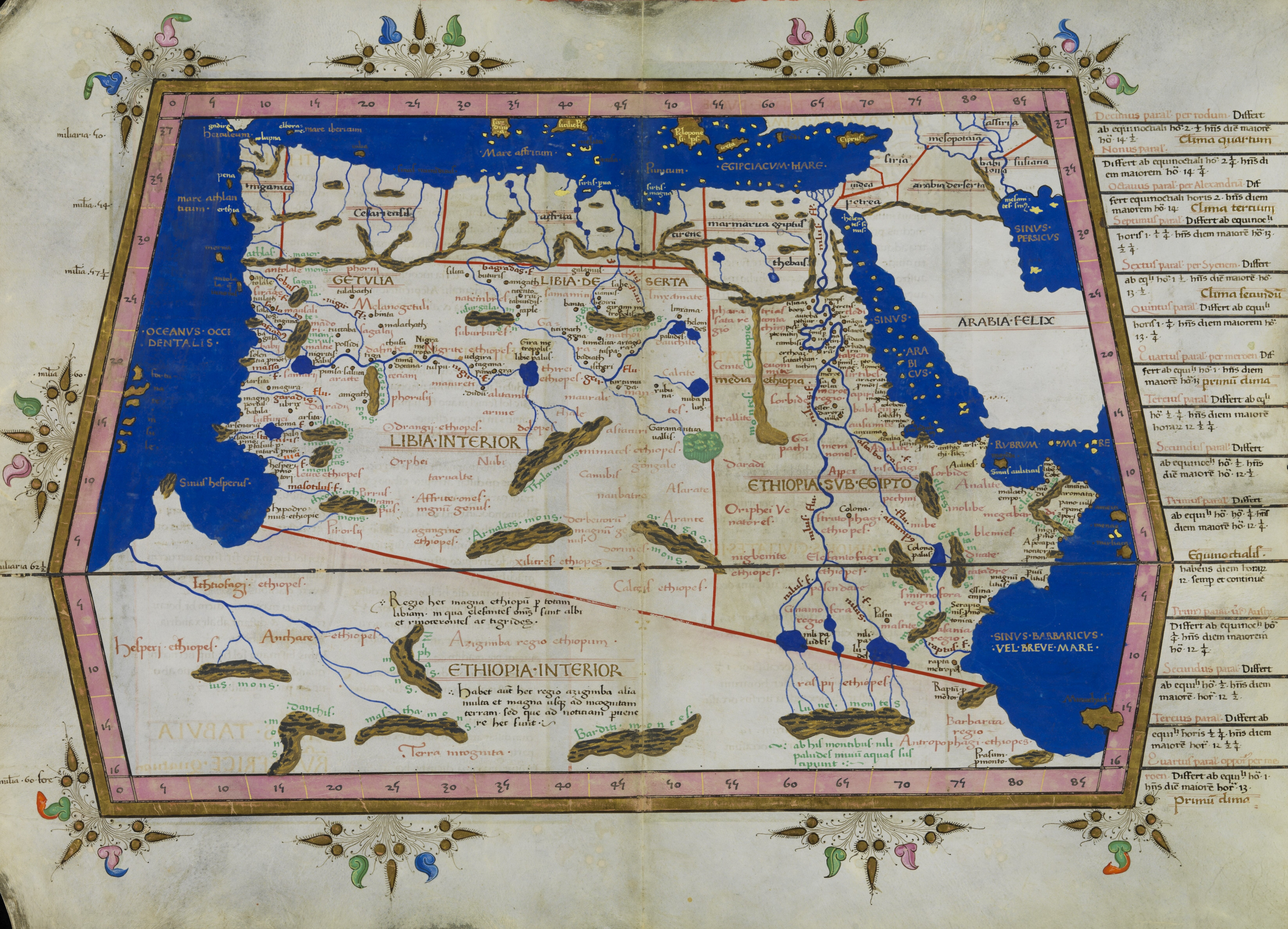
Карта Птолемея з зображеними на ній шістьма Островами блаженних (біля лівого краю карти, поруч із західним узбережжям Африки)

Острови блаженних, або Щасливі острови (грец. Νήσοι των Μακάρων, або грец. Μακάρων Νῆσοι, лат. Insulae Fortunatae) — міфічні острови, сакральна заморська країна, що знаходиться посеред океану десь на краю світу або й навіть в позатойбічному світі. Один із символів раю в міфології різних народів. З міфів цей образ перейшов у літературу і філософію, зробивши великий вплив на розвиток європейської утопічної думки (див. Утопія).
Міф про Щасливі острови на краю землі — один із прикладів утопічного уявлення про «окраїнні» народи, яке характерно для багатьох стародавніх культур. Незважаючи на явну легендарність цього образу, з ним часто намагалися асоціювати цілком реальні географічні об'єкти в Середземному морі та Атлантичному океані. Можливими прототипами Островів Блаженних в різні часи вважали острови в Атлантичному океані — Мадейру, Канарські, Азорські, Фарерські, Кабо-Верде, Бермудські і Малі Антильські острови, а також острів Зміїний в Чорному морі.

## Антична міфологія

### Найдавніші уявлення

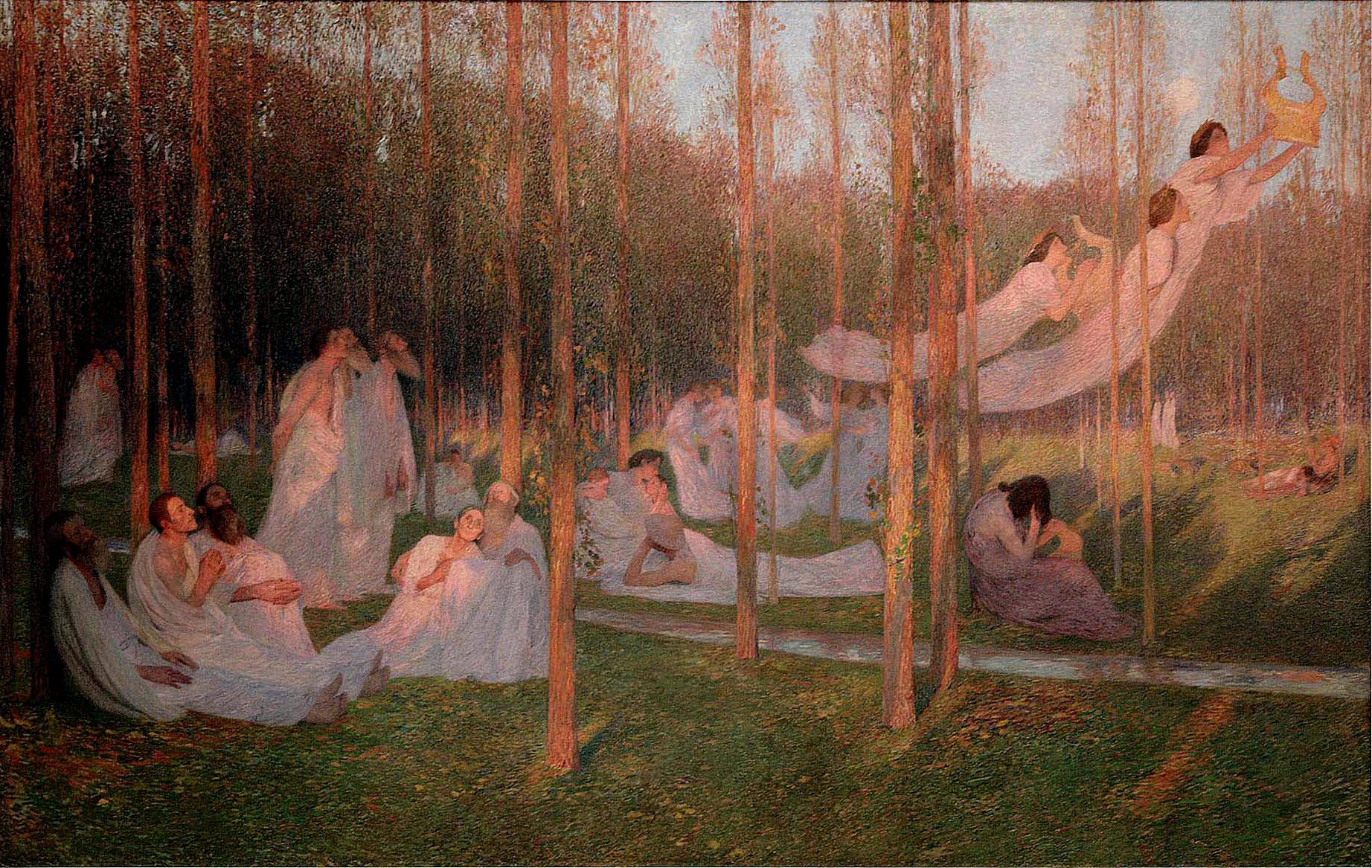
«Безтурботність», картина Анрі-Жана Мартіна, 1899

У давньогрецьких міфах Острови блаженних (Елісій) — країна на крайньому заході, де знаходять вічний притулок люди, що отримали від богів безсмертя, або ті зі смертних, чиє життя судді потойбіччя (Мінос, Еак і Радамант) визнали праведною. У деяких варіантах міфу притулок на Островах блаженних отримують ті душі, які вже тричі пройшли земне втілення.
Правителем Островів блаженних є бог Кронос. Тут панує вічна весна. Душі праведників гуляють Єлисейськими полями — прекрасним луком нев'янучих квітів, оточеним казково красивим лісом, проводять час у бесідах і насолоджуються вічним життям. Тут перебувають багато знаменитих герої грецьких міфів, які отримали безсмертя (напр. Діомед, Телегон, Пенелопа) або перенесені сюди після смерті (Ахілл, Менелай, Медея та ін.), і навіть звільнені з Тартару титани. Згадка про правління Крона (співправителем Островів є його син, суддя загробного світу Радамант) заставляє порівняти грецьку легенду з легендою про Золоту добу, коли Крон правив по всій землі. В ту епоху люди не відали нужди, страждання та смерті, життя їх відповідало законам божественної справедливості. Острови блаженних залишились останнім «реліктом» Золотої доби на землі, але потрапити на них було можливо лише за допомоги богів.
Згідно з грецькою міфологією, острови були обителю для тих, хто тричі перевтілюватися і був визнаний достатньо чистим, щоб отримати доступ до Єлисейських полів усі три рази. Особливістю щасливих островів є зв'язок з богом Кроносом. Культ Кроноса поширений і тісно поєднаний з Сицилією, зокрема його шанували в районі поблизу Агрідженто, а в деяких областях його культ пов'язували з культом фінікійського бога Ваала.

### Розвиток образу в елліністичну та римську епоху
У «Житті Аполлонія Тіанського» Флавія Філострата (т. 2) сказано: «Також кажуть, що Острови блаженних мають бути закріплені межами Лівії, де вони піднімаються до безлюдного мису». У цій географії вважалося, що Лівія простягається на захід через Мавретанію «до гирла річки Салекс, приблизно дев'ятсот стадій, а далі від цієї точки ще відстань, яку ніхто не може обчислити, тому що, коли ви пройшли цю річку, Лівія є пустеля, яка більше не підтримує населення».
«Природнича історія» Плінія Старшого додає до опису деякі деталі — острови «рясніють фруктами та птахами всякого роду» і несподівану деталь «однак на узбережжі цих островів зустрічаються тіла чудовиськ, які постійно викидаються з моря і гниють на березі».
Острови згадуються у книзі II «Справжньої історії» грецького сатирика Лукіана Самосатського. Автор висміює героїв, які там проживають, розповідаючи про їхні дрібні чвари, представлені суду магістрата Радаманта. Далі він описує інші спостереження за тим, як мешканці проводять свій час, використовуючи будь-яку можливість, щоб висміювати як сучасне життя, так і грецьку міфологію.
Птолемей використовував ці острови як орієнтир для вимірювання географічної довготи, і вони продовжували відігравати роль визначення початкового меридіана протягом Середньовіччя.
Поступово, у міру того, як греки освоювали Середземномор'я, ідеальні острови відсувалися все далі, до крайніх меж ойкумени. В описі цих островів дедалі частіше з'являлися літературні та філософсько-утопічні мотиви, які нашарувалися на міфологічну основу.
В епоху еллінізму, в результаті завоювань Олександра Македонського, грекам відкрилися нові великі простори і раніше невідомі землі, заселені народами, які, як здавалося, жили відповідно до природи і ще не зазнали пороків цивілізації. Саме тоді широко поширився жанр «парадоксографії» або «тауматургії», в якому могли знаходити вираз найрізноманітніші географічні утопії. Вершиною цього напряму стали твори Евгемера та Ямбула, в яких описувалися ідеальні умови життя на Панхаї та Сонячному острові, локалізованих далеко в Індійському океані.

Ця традиція була підхоплена у римську епоху. Плутарх у трактаті «Про видиму сторону Місяця» і життєписі Серторія пише про міфічний острів Огігія, де, «згідно з легендарними розповідями варварів, Юпітер тримає в полоні Сатурна». Присутність бога родючості надає природі острова розкішний нев'янучий характер, де не відчувається плин часу.
Там зрідка випадають слабкі дощі, постійно дмуть м'які та вологі вітри; на цих островах не тільки можна сіяти і садити на добрій і родючій землі — ні, народ там, не обтяжуючи себе ані працею, ні клопотами, удосталь збирає солодкі плоди, які ростуть самі собою. Повітря на островах життєдайне завдяки м'якості клімату і відсутності різкої різниці між порами року, бо північні і східні вихори, народжені в наших краях, через дальність відстані слабшають, розсіюються на безкраїх просторах і втрачають силу, а південні і західні вітри, що дмуть з моря приносять слабкий дощ, частіше їх вологе і прохолодне дихання тільки пом'якшує спеку і живить землю. Недарма навіть серед варварів постало тверде переконання, що там — Єлисейські поля та житло блаженних, оспіване Гомером.
Плутарх, який кілька разів посилається на «Щасливі острови» у своїх працях, твердо визначає їх розташування в Атлантиці у своєму «Житті Серторія». Серторій, коли боровся проти хаотичної громадянської війни в останні роки Римської республіки, отримав звістку від моряків про знаходження певних деяких островів за кілька днів плавання від Іспанії. Саме від цих людей Серторій дізнався настільки вражаючі факти, що поставив перед собою мету всього свого життя знайти ці острови та піти закінчити на них свій вік.
Діодор Сицилійський, спираючись на праці Діонісія Скітобрахіона, наводить описи чудових островів Гесперії та Ніси, а також повідомляє про громаду, що мешкала на Ліпарських островах. Вся п'ята книга «Історичної бібліотеки» Діодора присвячена островам, багато з яких він наділяє ідеальними рисами.
Пізніша європейська (зокрема окультна) традиція нерідко ототожнювала з островами блаженних фантомний острів Туле.

### Середньовічні уявлення
15 листопада 1344 року Папа Римський Климент VI видав буллу Tuae devotionis sinceritas, яка дарувала нещодавно досліджені європейцями Канарські острови у вічне володіння французько-кастильському аристократу Луї де Ла Серда та його спадкоємцям, надавши йому суверенний титул «Prince de Fortunie» (Князь Блаженних островів) з супутніми правами карбувати монети та іншими королівськими привілеями. Натомість Серда пообіцяв навернути тубільців і виплачувати папству щорічну данину в 400 золотих флоринів, яку потрібно сплачувати щорічно на свято Святих Петра і Павла (29 червня). Одинадцять островів цитувалися в буллі під стародавніми (і фантастичними) назвами, даними Плінієм: Canaria, Ningaria, Plumaria, Capraria, Junonia, Embronea, Atlantica, Hesperida, Cernae, Gorgona та Galeta. Після отримання корони та скіпетра з рук папи,  по вулицях Авіньйона була відправлена кавалькада з оголошенням Луї де Ла Серда новопризначеним правителем островів. Луї де ла Серда швидко отримав популярну назву Infante de la Fortuna.

## Схожі уявлення інших народів

### Шумерська міфологія
Шумерські міфи розповідають про острів Дільмун, що лежить далеко в південних морях, де ніхто не знає бідності, хвороб і смерті. Дільмун — первозданна чиста, непорочна, світла країна, країна живих, де не було змій, скорпіонів, левів, диких собак і вовків. Богиня-мати Нінхурсаг вирощує тут вісім чудових рослин. На Дільмуні оселився після потопу мудрець-напівбог Зіусудра, або Утнапіштим, що оберігає секрет безсмертя (Епос про Гільгамеша). Хоча Дільмун постає скоріше притулком богів, ніж людей, його характеристика містить численні паралелі з біблійною розповіддю про Едем.

### Кельтська міфологія
Кельтська міфологія зазвичай розміщує потойбічний світ посеред океану. На заході розташовувалися острови блаженних, «числом тричі п'ятдесят» (сага «Плавання Брана, сина Фебала»). Відомо безліч назв цих островів: Велика земля, Земля життя та ін. Тут зупинився час, панує достаток і молодість. За однією з традицій, правителем цього західного світу був Трен. Валлійська міфологічна система також розміщує «інший світ» на островах. У кельтській традиції існує чимало легенд про подорожі в інший світ, відомих під назвою immram (плавання).
Деякі дослідники вважають, що Плутарх цитує саме кельтські перекази, переробивши їх відповідно до греко-римської традиції (Сатурн це Дагда, тощо).
У галльській міфології душі померлих під заступництвом бога Цернунна переносяться на певний недосяжний острів у західному океані — Острів блаженних. Шлях на острів вказують дельфін та тілець. Героїв, що загинули в битві, переносить в цю райську країну крилатий кінь.
У переказах бритів Авалон, «острів плодів, який ще називають щасливим», який не знає гір і страждань, служить місцем перебування безсмертних героїв і чарівників. Чудові яблука, що виростають на острові, дарують безсмертя. За переказами, цей острів фея Моргана перенесла короля Артура, смертельно пораненого в битві при Камлані.
Ірландські міфи описують таємничий Сід, «Інший світ», який теж зображений як далекий острів серед блискучих хвиль моря. Ірландці називали цей острів Хай-Брізейл, Хай-Брезеїл або просто Бразил. Тут знаходяться рівнина Блаженства та країна Юності. Сід — царство Дагди, кельтського бога потойбічного світу, який зупиняє перебіг часу. Звідти нібито прийшов народ, який спочатку заселив Ірландію. Пізніше кельти скинули прибульців, і вони знову попливли на захід.

### Середньовічна арабська географія
У арабів уявлення про заморську країну щастя і безсмертя почерпнуто з античних авторів, насамперед Птолемея. У роботах деяких арабських географів кінця IX — першої половини XII століття (ал-Баттані, ал-Біруні, ал-Ідрісі) йдеться про Щасливі острови («Джаза'іру ас-Суада») або Вічні острови («Джаза'іру-л- Халідат»), що лежать на далекому Заході. Легенда про раї землі при цьому поєднується з реальними свідченнями про острови Східної Атлантики, яких, мабуть, досягали арабські мореплавці.

### Китайська міфологія
У китайських переказах існує образ трьох священних островів-гір, які слугували прихистком небожителів (загалом, за даоськими віруваннями, налічується 36 небесних печер та 72 щасливі країни, які розглядаються як райська обитель).
«Історичні записки» Сима Цяня говорять про них так: «У морі-океані стоять три священні гори. Звуться вони Пенлай, Фанчжан та Інчжоу. Мешкають на них безсмертні-сяни».
Найбільш докладний опис островів міститься у трактаті «Ле-цзи». У східній частині затоки Бохай, далеко-далеко від берега, знаходиться велика бездонна прірва, звана Гуйсюй. Води всіх річок, морів, океанів і навіть небесної річки (Чумацького Шляху) течуть у ній і підтримують постійний рівень води, не підвищуючи і знижуючи його. Біля Гуйсюй, за переказами, було п'ять священних гір: Дайюй, Юаньцзяо, Фанчжан, Інчжоу та Пенлай. Окружність кожної з них — 30 тисяч лі, плато на вершині — 9 тисяч лі, гори відстоять один від одного на 70 тисяч лі. Всі будівлі там із золота та нефриту, всі звірі та птахи священного білого кольору. Після цвітіння на деревах з'являлися нефритові та перлові плоди, які були чудові на смак та приносили безсмертя тим, хто їх куштував.
Безсмертні також одягалися у білий одяг, на спині у них росли маленькі крила. Безсмертних часто можна було бачити, коли вони вільно літали у блакиті неба над морем подібно до птахів. Вони літали від гори до гори, розшукуючи своїх родичів та друзів. Їхнє життя було веселим і щасливим.
Острови ці вільно плавали в морі, що завдавало безсмертним певні турботи, коли здіймалися сильні хвилі. Тоді безсмертні звернулися зі скаргою до небесного володаря Тянь-ді. За його наказом дух моря Юйцян послав у море п'ятнадцять гігантських черепах, щоб вони тримали гори на головах. Одна черепаха тримала гору на голові, а дві інші підтримували її. Так тривало протягом шістдесяти тисяч років. Але потім велетень із Лунбо напав на священні острови і впіймав на гачок шість черепах. Позбавлені опори, дві гори — Юаньцзяо і Дайюй віднесло в північний океан, де вони затонули. Залишилися Пенлай, Фанчжан та Інчжоу.
Коли люди на землі дізналися про такі прекрасні та таємничі гори, всі захотіли побувати на них. Іноді вітер приносив до цих священних гор суденця рибалок і рибалок, що ловили рибу поблизу берега. Безсмертні привітно зустрічали гостей. Потім, користуючись попутним вітром, рибалки поверталися додому. І незабаром у народі стали поширюватися чутки про те, що у жителів тих гір зберігаються ліки, що дають людям безсмертя.
Деякі імператори Стародавнього Китаю споряджали спеціальні експедиції на пошуки священних островів. Існувало уявлення про те, що Пенлай та дві інші гори здалеку нагадують хмари. Але коли наближаються до них, гори-острова йдуть під воду.

### Японська міфологія
У японських казках є сюжет про Острів вічної юності, який перебуває за багато днів шляху, «в країні невідомих чужинців». На ньому (як і в новгородському переказі) знаходиться світове дерево.
Мешканці скелястого узбережжя японського східного моря розповідають, що в певний час можна побачити дивовижне дерево, яке піднімається над хвилями. Це те саме дерево, яке кілька тисячоліть стояло на найвищій вершині гори безсмертя Фузано-о. Люди стають щасливими, якщо їм вдається хоч на одну мить побачити його гілки, хоча видовище це миттєве, подібно до сну на ранковій зорі. На острові панує весна, що ніколи не припиняється. Вічне повітря струмить аромати, вічне небо чисто-блакитне; небесна роса тихо опускається на дерева та квіти і відкриває їм таємницю вічності. Ніжне листя дерев ніколи не втрачає своєї свіжості, і яскраво-червоні лілії ніколи не в'януть. Квіти троянди, наче дух, ніжно оточують гілки; повислі плоди апельсинового дерева не носять на собі жодного відбитка старості, що наближається… Вибрані боги, які населяли це самотнє узбережжя, проводили дні в музиці, співах та веселощах.
Острів у різний час відвідують придворний лікар китайського імператора Іо-фуку та японський мудрець Вазобіове, який, оселившись на Острові вічної юності, «не помічав плину часу, тому що час минає непомітно, коли народження та смерть не обмежують його».

## Спроби географічної локалізації
Найдавніші перекази про Острови блаженних не дають чіткого уявлення про те, який з відомих людству островів чи архіпелагів відповідає їм. У багатьох міфах Острови блаженних взагалі перебувають не на Землі, а у потойбічному світі. Багато пізніших авторів, особливо творці утопій, свідомо підкреслювали, що йдеться про вигадану країну.
Проте ще з античних часів робилися неодноразові спроби здійснити топографічну ідентифікацію Щасливих островів.

### Острів Мальта
Спираючись на текст «Одіссеї» Гомера, деякі вчені асоціюють острів Огігія із сучасною Мальтою. Слова «пуп моря» вони трактують як середину Середземного моря, у центральній частині якого і знаходиться Мальта.

### Фарерські острови
В одному з своїх трактатів Плутарх вказує місцезнаходження Огігії в північній частині Атлантичного океану, «за п'ять днів плавання від Британії». Це дозволило деяким вченим співвіднести її з Фарерськими островами в Північній Атлантиці.

### Канарські острови

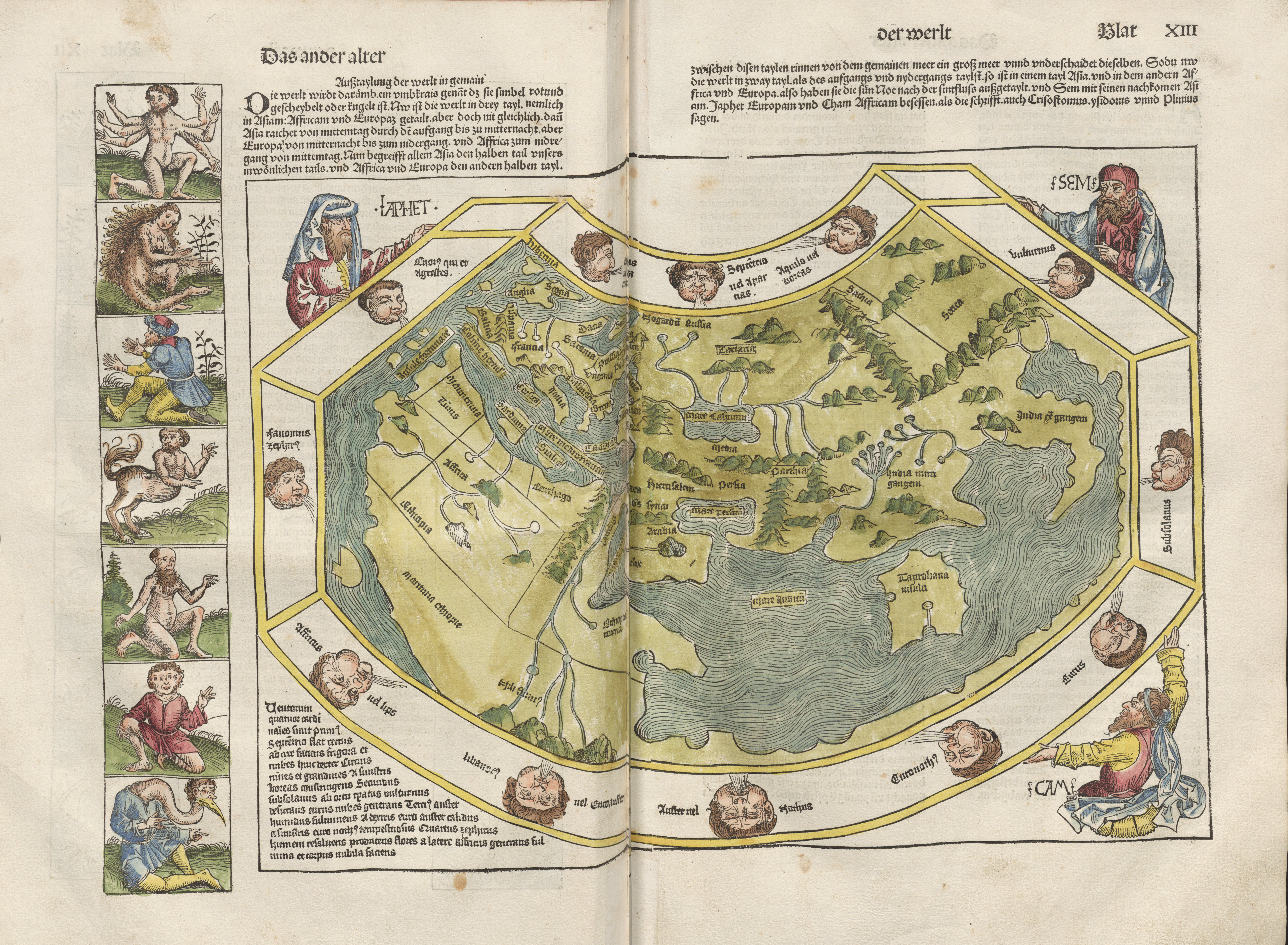
Карта світу 1493 року (з Нюрнберзької хроніки Гартмана Шедельса). На захід від узбережжя Африки, приблизно на місці Канарських островів позначено острови Блаженних (Insule Fortunate)

Антична міфологічна традиція розміщує Острови блаженних на крайньому заході, там, де води моря з'єднуються з течією світової річки Океан. Плутарх розповідає про Острови Блаженних в біографії Серторія, кажучи, що їх два, вони відстоять на 10 000 стадій від Африки і народ живе там збиранням плодів.
Клавдій Птолемей у своєму «Посібнику з географії» вказує координати Островів блаженних: від 10°30' до 16° північної широти. Аль-Хорезмі в книзі «Кітаб сурат ал-ард» (першому оригінальному трактаті з математичної географії, що включає відомості про весь відомий тоді арабам світі) наводить дані про 13 островів, шести з яких дає назви і наводить їх місцезнаходження: від 3° з.д. та 7°30′ пн.ш. до 8°20′ з.д. і 16°20' пн.ш. Арабський географ ал-Баттані (852 або 858—929 рр.) повідомляє, що у Західному океані розташовані шість населених Вічних островів. Мухаммад аль-Ідрісі у своїй головній праці «Розвага стомленого в мандрівці областями» також двічі згадує про «шість островів… які називаються Вічними. Птолемей розміщує там перший меридіан і з цих островів починає відлік довгот і широт країн». На думку дослідників текстів Аль-Ідрісі, згадані в його роботі шість островів, швидше за все, відносяться до Канарського архіпелагу, а названі ним острови «Масфахан» і «Лагус» відповідають островам Тенерифе та Гран-Канарія.

### Острів Зміїний
Острів Зміїний в Чорному морі (сучасна територія України) займає нетипове для міфологічної традиції становище — на сході, а не на заході. Проте його давно і досить впевнено ідентифікують із давньогрецькими Островами блаженних. В античні часи однією з назв острова було Левкос (грец. Λευκός, Білий острів). Його вважали священним островом Ахіллеса. Сюди відправилась душа героя після смерті, і тут він взяв собі за дружину Єлену (за іншими джерелами, Медею), від якої в нього народився син Евфоріон.